# Qualifications de la zone Europe pour la Coupe du monde de rugby à XV 2019
Navigation
Qualifications Coupe du monde 2015 Qualifications Coupe du monde 2023
Les qualifications de la zone Europe pour la Coupe du monde de rugby à XV 2019 se déroulent de 2016 à 2018 et désignent une ou deux équipes européennes qui accompagnent les six équipes du Tournoi des Six Nations et la Géorgie (qualifiées au vu de leurs résultats de l'édition 2015) à la Coupe du monde. Trente-et-une équipes s'affrontent dans une phase de qualification organisée en six tours. 

Le premier du Championship du championnat européen international 2017-2018 (première division) se qualifie directement pour la phase finale, hors Géorgie, qualifiée d'office. 

Le second, toujours hors Géorgie, dispute un barrage de qualification contre le vainqueur issu d'un barrage entre le premier de la Trophy 2016-2017 (deuxième division européenne, qui disputera un barrage d'accession en première division), et le vainqueur d'un barrage entre les premiers des Conférences 1 Nord et 1 Sud et Conférences 2 Nord et 2 Sud de la saison 2016-2017. 

Le vainqueur de ce barrage dispute enfin un tournoi de qualification inter-continental contre une équipe américaine, une équipe asiatique et une équipe africaine.

## Liste des équipes participantes
La Géorgie et les six équipes du Tournoi des Six Nations (Angleterre, France, Écosse, Irlande, Italie et pays de Galles) sont automatiquement qualifiées. La liste des 31 équipes qui se disputent cette phase de qualification est la suivante :
- Allemagne
- Andorre
- Autriche
- Belgique
- Bosnie-Herzégovine
- Bulgarie
- Croatie
- Danemark
- Espagne
- Finlande
- Grèce
- Hongrie
- Israël
- Lituanie
- Lettonie
- Luxembourg
- Malte
- Moldavie
- Norvège
- Pays-Bas
- Pologne
- Portugal
- Slovénie
- Suède
- Suisse
- Roumanie
- République tchèque
- Russie
- Serbie
- Ukraine

## Phase de qualification

### Règlement
Les équipes qualifiées pour les barrages de l'année 2017 sur deux tours sont celles qui sont en tête de leurs divisions respectives à la fin des matches aller du Championnat européen des nations de rugby à XV 2016-2017. Finalement, le barrage opposant les vainqueurs des conférences 1 ( République tchèque et  Hongrie) correspond au barrage pour la montée en Trophy 2017-2018.
 
Pour les barrages de l'année suivante, le troisième tour oppose le vainqueur du deuxième tour et l'équipe vainqueur du Trophy 2017-2018. Le quatrième tour voit l'entrée en lice du second du Championship 2017-2018, hors Géorgie qualifiée d'office en Coupe du monde.

### Premier et deuxième tour
|  | Premier tour                         | Premier tour                        | Premier tour                        | Premier tour                        |                    |                    | Deuxième tour                              | Deuxième tour                              | Deuxième tour                              | Deuxième tour                              |
|  |                                      |                                     |                                     |                                     |                    |                    |                                            |                                            |                                            |                                            |
|  | 20 mai 2017, Fanka Pálya, Esztergom  | 20 mai 2017, Fanka Pálya, Esztergom | 20 mai 2017, Fanka Pálya, Esztergom | 20 mai 2017, Fanka Pálya, Esztergom |                    |                    | 27 mai 2017, Tatra Smichov Stadium, Prague | 27 mai 2017, Tatra Smichov Stadium, Prague | 27 mai 2017, Tatra Smichov Stadium, Prague | 27 mai 2017, Tatra Smichov Stadium, Prague |
|  | Hongrie                              | Hongrie                             | 19                                  | 19                                  |                    |                    | 27 mai 2017, Tatra Smichov Stadium, Prague | 27 mai 2017, Tatra Smichov Stadium, Prague | 27 mai 2017, Tatra Smichov Stadium, Prague | 27 mai 2017, Tatra Smichov Stadium, Prague |
|  | Hongrie                              | Hongrie                             | 19                                  | 19                                  |                    |                    | 27 mai 2017, Tatra Smichov Stadium, Prague | 27 mai 2017, Tatra Smichov Stadium, Prague | 27 mai 2017, Tatra Smichov Stadium, Prague | 27 mai 2017, Tatra Smichov Stadium, Prague |
|  | Bosnie-Herzégovine                   | Bosnie-Herzégovine                  | 17                                  | 17                                  |                    |                    | 27 mai 2017, Tatra Smichov Stadium, Prague | 27 mai 2017, Tatra Smichov Stadium, Prague | 27 mai 2017, Tatra Smichov Stadium, Prague | 27 mai 2017, Tatra Smichov Stadium, Prague |
|  | Bosnie-Herzégovine                   | Bosnie-Herzégovine                  | 17                                  | 17                                  | République tchèque | République tchèque | 47                                         | 47                                         |                                            |                                            |
|  | 20 mai 2017, Markéta Stadium, Prague |                                     |                                     |                                     | République tchèque | République tchèque | 47                                         | 47                                         |                                            |                                            |
|  |                                      |                                     | Hongrie                             | Hongrie                             | 19                 | 19                 |                                            |                                            |                                            |                                            |
|  | République tchèque                   | République tchèque                  | Hongrie                             | Hongrie                             | 19                 | 19                 | 48                                         | 48                                         |                                            |                                            |
|  | République tchèque                   | République tchèque                  |                                     |                                     |                    |                    |                                            | 48                                         |                                            |                                            |
|  | Malte                                | Malte                               | 14                                  | 14                                  |                    |                    |                                            |                                            |                                            |                                            |
|  | Malte                                | Malte                               | 14                                  | 14                                  |                    |                    |                                            |                                            |                                            |                                            |

### Troisième tour
| 18 novembre 2017 15 h | Portugal | 45 - 12 (24 - 5) | République tchèque                                                       | Lisbonne 1 000 spectateurs Arbitre : Christophe Ridley (en) |
| 18 novembre 2017 15 h | Essai(s) : 6 Appleton (4e, 63e), Lima (13e), Medeiros (38e), Monteiro (70e), Corte-Real (78e) Transformation(s) : 6 Rodrigues (5e, 24e, 39e, 63e, 71e, 78e) Pénalité(s) : 1 Rodrigues (3e), | Rapport          | Essai(s) : 2 Kolarik (6e), Kent (66e) Transformation(s) : 1 Kučera (67e) | Lisbonne 1 000 spectateurs Arbitre : Christophe Ridley (en) |
| 18 novembre 2017 15 h | | Rapport          |                                                                          | Lisbonne 1 000 spectateurs Arbitre : Christophe Ridley (en) |

### Quatrième tour
| 16 juin 2018 | Allemagne                                                                                             | 16 - 13 (3 - 6) | Portugal                                                                                             | Heidelberg Arbitre : Tom Foley |
| 16 juin 2018 | Essai(s) : 1 Els (51e) Transformation(s) : 1 Parkinson (53e) Pénalité(s) : 3 Parkinson (6e, 64e, 72e) | Rapport         | Essai(s) : 1 Villax (48e) Transformation(s) : 1 Rodrigues (49e) Pénalité(s) : 2 Rodrigues (24e, 29e) | Heidelberg Arbitre : Tom Foley |
| 16 juin 2018 | | Rapport         | | Heidelberg Arbitre : Tom Foley |